# Alexandra Chick
Alexandra Chick (* 2. Juni 1947 in Burnham Market, Norfolk, Vereinigtes Königreich) ist eine ehemalige simbabwische Hockeyspielerin.
Aufgrund des Boykotts vieler Nationen bei den Olympischen Sommerspielen 1980 in Moskau gab es keinen afrikanischen Vertreter beim Hockeyturnier der Damen. Eine Woche vor Beginn stellte Simbabwe eine Mannschaft zusammen, der auch Alexandra Chick und ihre Zwillingsschwester Sonia Robertson angehörten. Zur Überraschung aller wurde die Mannschaft Olympiasieger.